# 플라즈마 가스화
플라즈마 가스화(Plasma gasification)는 물질을 플라즈마화 시켜서 합성가스, 전기, 슬러그로 만드는 공법을 말한다. PGP(Plasma Gasification Process)라고도 한다.
고체에 열을 가하면 액체가 되고, 다시 열을 가하면 기체가 되며, 다시 열을 가하면 플라즈마가 된다. 그런데, 기체를 플라즈마화 하는데는 섭씨 1만도의 고온이 필요하다.
쓰레기 소각장은 쓰레기를 연소하는 것으로서, 중금속의 재가 발생하는 등의 문제점이 있는데 비해, 쓰레기를 플라즈마 가스화 하면, 일체 재가 발생하지 않으며, 모든 종류의 쓰레기가 전혀 흔적없이 사라진다.
2007년 11월 4일 STX중공업은 벤처기업 애드플라텍과 함께 플라즈마 가스화 발전설비를 개발했다. 반월 열병합 발전소에 공급할 것이다.

## 같이 보기
- 가스화
- 폐기물 관리